# Klasies River Caves
Le Klasies River Caves (Grotte del fiume Klasies) sono una serie di grotte situate ad est del delta del fiume Klasies, sulla costa Tsitsikamma del distretto Humansdorp della provincia del Capo Orientale, in Sudafrica.

## Posizione geografica
Le cinque grotte sono disposte lungo la costa nei due chilometri del delta del fiume Klasies, e tutta la striscia fino a Druipkelder Point è un monumento storico.
- Delta del fiume Klasies a 34°06′22.32″S 24°23′13.42″E
- Sito principale di Klasies, Grotte 1 e 2, a 34°06′29.17″S 24°23′24.5″E
- Klasies, Grotte 3 e 4 a 34°06′39.55″S 24°23′43.83″E
- Klasies, Grotta 5 a 34°06′52.63″S 24°24′03.31″E

## Descrizione
Nelle tre principali grotte e nei due rifugi alla base di un'alta scogliera, sono state riportate alla luce le prove della presenza di uomini dell'età della pietra media, risalenti a circa 125 000 anni fa. Tra quel periodo e i giorni nostri si è accumulato un deposito sedimentario spesso 20 metri. Circa 75000 anni fa, durante una rimodellazione delle grotte, i sedimenti stratigrafici sono stati spostati in cumuli all'esterno. Altri scenari per spiegare la discontinuità stratigrafica riguardano fattori naturali come megatsunami, o un'erronea datazione.
Nel 1998 il governo sudafricano presentò la richiesta di inserire queste grotte tra i patrimoni dell'umanità dell'UNESCO.
A partire dal 1960, Ronald Singer, Ray Inskeep, John Wymer, Hilary Deacon, Richard Klein ed altri hanno sostenuto che gli scavi condotti in questa zona hanno portato al ritrovamento dei più antichi resti di umani moderni sia dal punto di vista anatomico che del comportamento. Ulteriori analisi hanno portato a ritenere che questi campioni cadano "al di fuori del range delle varianti moderne".

## Comportamento paleolitico e mesolitico
Esiste un deposito sedimentario spesso 20 metri, sia all'interno delle grotte che all'esterno, a ridosso della scarpata, che dimostra come gli abitanti del delta del Klasies sapessero cacciare piccola selvaggina, pesce (in un secondo tempo), raccogliere piante e radici, accendere fuochi in focolari e coltivare la terra (in un secondo tempo). Esistono numerose evidenze di raccolta delle conchiglie, della conoscenza della tecnologia di costruzione di artefatti in pietra della media età della pietra, della raccolta di piante, radici e fiori come alimenti, della cottura di piante, radici, e carne di foche, pinguini ed antilopi nei focolari, dell'organizzazione generale dell'insediamento, e del trattamento della terra e della prateria col fuoco. Le prove sembrano anche indicare che la loro presenza era stagionale o migratoria. Esistono anche prove di cannibalismo, come ossa di umani moderni carbonizzate e tranciate, buttate assieme ai resti del pasto.
Anche se la struttura fisica di queste persone è stata descritta come "anatomicamente moderna", è aperto il dibattito sul fatto che fossero anche "comportamentalmente moderni". C'è una grossa differenza tra la tecnologia paleolitica di utilizzo della pietra scoperta nei più antichi sedimenti di 125.000 anni fa e le lame risalenti al periodo di Howiesons Poort di 70.000 anni fa, le quali usavano materie prime scavate a 20 chilometri di distanza. C'è anche differenza tra i resti di cibo paleolitico che venivano accumulati all'interno nelle grotte 125.000 anni fa, e che furono invece accumulati in mucchi all'esterno dagli occupanti di 75.000 anni fa. Questa cura della casa è un indicatore del fatto che almeno metà delle specie umane svilupparono un comportamento moderno fin dalla media età della pietra.  L'analisi delle dimensioni di 14 frammenti di ulna confrontati con quelli di altri esseri umani arcaici di provenienza africana, musteriana, europea, asiatica e con quelli di africani più recenti tendono ad indicare uno schema morfologico piuttosto arcaico per gli abitanti di queste caverne. Gli uomini della media età della pietra provenienti da queste grotte potrebbero non essere stati tanto moderni quanto farebbe pensare il materiale craniofacciale.
Tra i resti umani ritrovati vi sono frammenti di cranio, di mandibole con denti, e di pochi resti al di sotto del cranio: un'ulna e cinque metatarsi.

## Scoperta e scavi archeologici
Artefatti ed ossa furono trovati per la prima volta da Paul Haslem e Ludwig Abel, prima che nel 1960 Ray Inskeep e Ronald Singer li datassero alla media età della pietra. Nel 1967 e 1968 Ronald Singer e John Wymer iniziarono scavi intensivi, pubblicando i primi ritrovamenti nel 1972 tramite la University of Chicago Press. Dal 1984 la ricerca viene portata avanti da Hilary Deacon.
Il sito è ora protetto dalla South African Heritage Resources Agency (SAHRA) e dal dipartimento di affari ambientali e turismo.